# Miroč
Miroč (cyr. Мироч) – wieś w Serbii, w okręgu borskim, w gminie Majdanpek. W 2011 roku liczyła 319 mieszkańców.